# Suore della carità di Saint-Hyacinthe
Le suore della carità di Saint-Hyacinthe (in francese Sœurs de la Charité de Saint-Hyacinthe) sono un istituto religioso femminile di diritto pontificio: le suore di questa congregazione pospongono al loro nome la sigla S.C.S.H.

## Storia
La congregazione sorse grazie all'opera del sacerdote Edouard Crevier: egli aprì un ospedale (Hôtel-Dieu) a Saint-Hyacinthe e, per la cura degli ammalati, chiese a Ignace Bourget, vescovo di Montréal, di inviare alcune suore grigie dall'ospedale generale della sua città.
Da Montréal giunsero quattro religiose (Marie-Michelle-Archange Thuot, Émilie Jauron, Honorine Pinsonneault, Tharsile Guyon) che l'8 maggio 1840 diedero inizio a una congregazione indipendente, pur conservando l'abito e le costituzioni delle suore della d'Youville.
La prima superiora generale della congregazione fu la Thout, morta nel 1850; le succedette la Jauron, l'unica delle suore giunte da Montréal e rimasta a Saint-Hyacitnthe.
L'istituto ottenne il pontificio decreto di lode nel 1892 e l'approvazione definitiva nel 1896; le sue costituzioni furono approvate dalla Santa Sede il 9 maggio 1934.

## Attività e diffusione
Le suore si dedicano all'educazione della gioventù e all'assistenza ad anziani e ammalati.
Oltre che in Canada, sono presenti negli Stati Uniti d'America e ad Haiti; la sede generalizia è a Saint-Hyacinthe.
Alla fine del 2008 la congregazione contava 164 religiose in 15 case.